# Corgoň Liga 2006/07
De Corgoň Liga 2006/2007 was het dertiende seizoen in de hoogste afdeling van het Slowaakse voetbal sinds de vreedzame ontmanteling van Tsjecho-Slowakije. Aan de competitie deden ditmaal twaalfs clubs mee. Deze begon op 14 juli 2006 en eindigde op 30 mei 2007.
Na een volledige competitie (22 duels) werd de competitie opgeknipt: de bovenste acht teams speelden om de landstitel en namen de punten uit de eerste 22 wedstrijden mee, de onderste vier speelden een play-offcompetitie promotie/degradatie met vier clubs uit de op een na hoogste divisie, de 1. slovenská futbalová liga. Titelverdediger was MFK Ružomberok, dat de landstitel niet wist te prolongeren en als vierde eindigde in de eindrangschikking. Landskampioen werd MŠK Žilina.
Nieuwkomers ŠK Slovan Bratislava, MFK Košice en FC Senec wisten zich te handhaven, met respectievelijk de derde, de vijfde en de achtste plaats. Tweevoudig landskampioen FK Inter Bratislava (2000 en 2001) degradeerde naar de 1. slovenská futbalová liga.

## Eindstand
| №                   | Club                     | WG             | W              | G              | V              | DV             | DT             | +/–            | Punten         |
| Kampioensgroep      | Kampioensgroep           | Kampioensgroep | Kampioensgroep | Kampioensgroep | Kampioensgroep | Kampioensgroep | Kampioensgroep | Kampioensgroep | Kampioensgroep |
| ------------------- | ------------------------ | -------------- | -------------- | -------------- | -------------- | -------------- | -------------- | -------------- | -------------- |
|                     | MŠK Žilina               | 28             | 22             | 3              | 3              | 80             | 17             | +63            | 69             |
| 2                   | FC Artmedia Petržalka    | 28             | 17             | 5              | 6              | 56             | 38             | +18            | 56             |
| 3                   | ŠK Slovan Bratislava     | 28             | 11             | 8              | 9              | 35             | 33             | +2             | 41             |
| 4                   | MFK Ružomberok           | 28             | 10             | 7              | 11             | 25             | 29             | –4             | 37             |
| 5                   | MFK Košice               | 28             | 10             | 5              | 13             | 31             | 35             | –4             | 35             |
| 6                   | FC Nitra                 | 28             | 9              | 4              | 15             | 21             | 33             | –12            | 31             |
| 7                   | FK Dukla Banská Bystrica | 28             | 7              | 6              | 15             | 24             | 46             | –22            | 27             |
| 8                   | FC Senec                 | 28             | 3              | 8              | 17             | 22             | 63             | –41            | 17             |
| Promotie/degradatie |                          |                |                |                |                |                |                |                |                |
| 1                   | FC Spartak Trnava        | 14             | 7              | 4              | 3              | 18             | 13             | +5             | 25             |
| 2                   | ZTS Dubnica              | 14             | 6              | 5              | 3              | 16             | 15             | +1             | 23             |
| 3                   | FC ViOn Zlaté Moravce    | 14             | 7              | 1              | 6              | 20             | 15             | +5             | 22             |
| 4                   | AS Trenčín               | 14             | 5              | 6              | 3              | 20             | 17             | +3             | 21             |
|                     |                          |                |                |                |                |                |                |                |                |
| 5                   | FK Inter Bratislava      | 14             | 5              | 4              | 5              | 14             | 15             | –1             | 19             |
| 6                   | ŠK Eldus Močenok         | 14             | 4              | 6              | 4              | 16             | 18             | –2             | 18             |
| 7                   | FC Rimavská Sobota       | 14             | 4              | 3              | 7              | 20             | 23             | –3             | 15             |
| 8                   | FK Slovan Duslo Šaľa     | 14             | 1              | 5              | 8              | 15             | 23             | –8             | 8              |

|  | Geplaatst voor de voorronde van de UEFA Champions League 2007/08 |
|  | Geplaatst voor de voorronde van de UEFA Cup 2007/08              |
|  | Geplaatst voor de UEFA Intertoto Cup 2007                        |
|  | Gepromoveerd naar de Corgoň Liga 2007/08                         |
|  | Gedegradeerd naar de 1. slovenská futbalová liga                 |

## Statistieken

### Topscorers
- In onderstaand overzicht zijn alleen spelers opgenomen met acht of meer doelpunten achter hun naam

| №  | Naam             | Club                      | Goals | Pen. | Duels | Gem. |
| -- | ---------------- | ------------------------- | ----- | ---- | ----- | ---- |
| 1  | Tomáš Oravec     | FC Artmedia Petržalka     | 16    | ?    | ?     |      |
| 2  | Stanislav Šesták | MŠK Žilina                | 15    | ?    | ?     |      |
| 3  | Dare Vršič       | MŠK Žilina                | 14    | ?    | ?     |      |
| 3  | Adam Nemec       | MŠK Žilina                | 14    | ?    | ?     |      |
| 3  | Pavol Masaryk    | ŠK Slovan Bratislava      | 14    | ?    | ?     |      |
| 6  | Peter Štyvar     | AS Trenčín / MŠK Žilina   | 13    | ?    | ?     |      |
| 7  | Andrej Porázik   | MŠK Žilina                | 12    | ?    | ?     |      |
| 7  | Róbert Rák       | FC Nitra / MFK Ružomberok | 12    | ?    | ?     |      |
| 9  | Michal Filo      | ZTS Dubnica               | 10    | ?    | ?     |      |
| 9  | Juraj Halenár    | FC Artmedia Petržalka     | 10    | ?    | ?     |      |
| 11 | Ivan Lietava     | FK Dukla Banská Bystrica  | 9     | ?    | ?     |      |
| 11 | Róbert Jež       | MŠK Žilina                | 9     | ?    | ?     |      |
| 13 | Ľubomír Reiter   | FC Artmedia Petržalka     | 8     | ?    | ?     |      |

### Toeschouwers
| №      | Club                     | Totaal  | Duels | Gem   | +/–     | Record |
| ------ | ------------------------ | ------- | ----- | ----- | ------- | ------ |
| 1      | MŠK Žilina               |         | 18    | 5.231 | +86,3%  | 7.000  |
| 2      | SK Slovan Bratislava     |         | 18    | 4.219 | +111,8% | 7.475  |
| 3      | FC Spartak Trnava        |         | 18    | 3.918 | –57,5%  | 13.262 |
| 4      | FC Artmedia Bratislava   |         | 18    | 3.594 | –0,6%   | 9.500  |
| 5      | MFK Ruzomberok           |         | 18    | 3.464 | +0,6%   | 4.500  |
| 6      | MFK Kosice               |         | 18    | 3.350 | –0,1%   | 9.420  |
| 7      | FK Dukla Banská Bystrica |         | 18    | 2.702 | +19,6%  | 5.230  |
| 8      | ZTS Dubnica              |         | 18    | 2.238 | +42,6%  | 4.300  |
| 9      | FC Nitra                 |         | 18    | 1.924 | –11,1%  | 4.625  |
| 10     | FC Senec                 |         | 18    | 1.530 | +28,8%  | 2.469  |
| 11     | AS Trencin               |         | 18    | 1.386 | –26,7%  | 3.290  |
| 12     | ASK Inter Bratislava     |         | 18    | 1.120 | –4,7%   | 2.853  |
| Totaal | Totaal                   | 624.024 | 216   | 2.889 | –1,8%   | 13.262 |